# Мёртвое (озеро)
Мёртвое (бел. Мёртвае) — озеро в Мядельском районе в Минской области в Белоруссии, входящее в группу Голубые озёра.
Уникальность озера Мёртвое состоит в том, что, несмотря на то, что его глубина составляет 24 метра, под озером есть 300-метровая полость, в которой сосредоточен сероводород.
Мёртвое озеро представляет собой типичный меромиктический тип озёр, массы воды в которых по глубине не перемешиваются веками.

## Флора и фауна озера Мёртвое
Невзирая на то, что озеро Мёртвое богато сероводородом, жизнь в нём, вопреки заблуждениям, существует. Правда — в верхних слоях вод. В глубине до полутора метров обитает мелкая рыба, в прибрежной зоне — много кувшинок.

## Туризм
Озеро Мёртвое находится на экологической тропе «Голубые озёра» Национального парка Нарочанского. Сотрудники туристического и научного отделов Национального парка, а также гиды из турфирм, организующих экскурсионные путешествия в эти места, с особым интересом относятся к озеру туристы.